# Segunda Categoría de El Oro
El Campeonato Provincial de la Segunda Categoría de El Oro es un torneo oficial de fútbol de ascenso en la provincia de El Oro. Es organizado anualmente por la Asociación de Fútbol Profesional de El Oro (AFO). Los tres mejores clubes (campeón, subcampeón y tercer lugar) clasifican al torneo de Ascenso Nacional por el ascenso a la Serie B, además el campeón provincial clasifica a la primera fase de la Copa Ecuador.

## Estructura de ascenso

### Sistema de campeonato actual
- Primera fase: Se juega con los equipos establecidos, todos contra todos a partidos de ida y vuelta, los equipos que terminen en primero, segundo, tercero y cuarto lugar avanzan a la siguiente etapa.[1]

- Fase final: Con los cuatro equipos clasificados se juegan play-offs desde Semifinales hasta la Final, los cruces son: 1.° vs. 4.° y 2.° vs. 3.°, a partidos de ida y vuelta. Los ganadores disputan a partidos de ida y vuelta el título de campeón provincial, quien gane clasifica a los play-offs del Ascenso Nacional 2023, el equipo subcampeón provincial también clasifica. Los perdedores de las Semifinales disputan a partidos de ida y vuelta el tercer lugar del torneo y último cupo a la fase nacional.

## Palmarés
| Temporada | Campeón                    | Subcampeón              |
| --------- | -------------------------- | ----------------------- |
| 1973      | Carmen Mora (1)            | Audaz Octubrino (1)     |
| 1974      | Audaz Octubrino (1)        | ?                       |
| 1975      | Liga de Machala (1)        | Macarsa (1)             |
| 1976      | Estudiantes Octubrinos (1) | ?                       |
| 1977      | Estudiantes Octubrinos (2) | ?                       |
| 1978      | Atlético Chilla (1)        | ?                       |
| 1979      | Estudiantes Octubrinos (3) | ?                       |
| 1980      | Comercial Huaquillas (1)   | ?                       |
| 1981      | Estudiantes Octubrinos (4) | ?                       |
| 1982      | Banaoro (1)                | ?                       |
| 1983      | Santos (1)                 | Liga de Machala (1)     |
| 1984      | Audaz Octubrino (2)        | Kléber Franco Cruz (1)  |
| 1985      | Bonita Banana (1)          | Kléber Franco Cruz (2)  |
| 1986      | América de Machala (1)     | Liga de Machala (2)     |
| 1987      | Santos (2)                 | Kléber Franco Cruz (3)  |
| 1988      | Santos (3)                 | América de Machala (1)  |
| 1989      | Santos (4)                 | Santa Rosa F. C. (1)    |
| 1990      | Santos (5)                 | Santa Rosa F. C. (2)    |
| 1991      | Santos (6)                 | Santa Rosa F. C. (3)    |
| 1992      | Audaz Octubrino (3)        | Deportivo Bolívar (1)   |
| 1993      | Santa Rosa F. C. (1)       | Deportivo Bolívar (2)   |
| 1994      | Audaz Octubrino (4)        | ?                       |
| 1995      | Santos (7)                 | Audaz Octubrino (2)     |
| 1996      | Audaz Octubrino (5)        | ?                       |
| 1997      | Santos (8)                 | Audaz Octubrino (3)     |
| 1998      | Oro F. C. (1)              | Junín S. C. (1)         |
| 1999      | Santos (9)                 | ?                       |
| 2000      | Santos (10)                | ?                       |
| 2001      | Huaquillas F. C. (1)       | ?                       |
| 2002      | Oro F. C. (2)              | Atlético Jubones (1)    |
| 2003      | Santa Rosa F. C. (2)       | Huaquillas F. C. (1)    |
| 2004      | Santa Rosa F. C. (3)       | Huaquillas F. C. (2)    |
| 2005      | Santa Rosa F. C. (4)       | Audaz Octubrino (4)     |
| 2006      | Santa Rosa F. C. (5)       | Huaquillas F. C. (3)    |
| 2007      | Atlético Audaz (1)         | Huaquillas F. C. (4)    |
| 2008      | Fuerza Amarilla (1)        | Atlético Audaz (1)      |
| 2009      | Audaz Octubrino (6)        | Huaquillas F. C. (5)    |
| 2010      | Audaz Octubrino (7)        | Santa Rosa F. C. (4)    |
| 2011      | Fuerza Amarilla (2)        | Río Amarillo (1)        |
| 2012      | Orense (1)                 | Deportivo Bolívar (3)   |
| 2013      | Fuerza Amarilla (3)        | Orense (1)              |
| 2014      | Fuerza Amarilla (4)        | Orense (2)              |
| 2015      | Orense (2)                 | Atlético Mineiro (1)    |
| 2016      | Audaz Octubrino (8)        | Orense (3)              |
| 2017      | Orense (3)                 | Audaz Octubrino (5)     |
| 2018      | Audaz Octubrino (9)        | Cantera del Jubones (1) |
| 2019      | Parma (1)                  | Santos (1)              |
| 2020      | Bonita Banana (2)          | Audaz Octubrino (6)     |
| 2021      | Bonita Banana (3)          | Golden Boys (1)         |
| 2022      | Bonita Banana (4)          | Santos (2)              |
| 2023      | Bonita Banana (5)          | Huaquillas F. C. (6)    |
| 2024      | Huaquillas F. C. (2)       | Cantera Orense (1)      |
| 2025      | Por definir                | Por definir             |

## Estadísticas por equipo

### Campeonatos
| Equipo                 | Títulos | Subtítulos | Temporadas campeón                                          | Temporadas subcampeón               |
| ---------------------- | ------- | ---------- | ----------------------------------------------------------- | ----------------------------------- |
| Santos                 | 10      | 2          | 1983, 1987, 1988, 1989, 1990, 1991, 1995, 1997, 1999, 2000. | 2019, 2022.                         |
| Audaz Octubrino        | 9       | 6          | 1974, 1984, 1992, 1994, 1996, 2009, 2010, 2016, 2018.       | 1973, 1995, 1997, 2005, 2017, 2020. |
| Santa Rosa F. C.       | 5       | 4          | 1993, 2003, 2004, 2005, 2006.                               | 1989, 1990, 1991, 2010.             |
| Bonita Banana          | 5       | 0          | 1985, 2020, 2021, 2022, 2023.                               |                                     |
| Estudiantes Octubrinos | 4       | 0          | 1976, 1977, 1979, 1981.                                     |                                     |
| Fuerza Amarilla        | 4       | 0          | 2008, 2011, 2013, 2014.                                     |                                     |
| Orense                 | 3       | 3          | 2012, 2015, 2017.                                           | 2013, 2014, 2016.                   |
| Huaquillas F. C.       | 2       | 6          | 2001, 2024.                                                 | 2003, 2004, 2006, 2007, 2009, 2023. |
| Oro F. C.              | 2       | 0          | 1998, 2002.                                                 |                                     |
| Liga de Machala        | 1       | 2          | 1975.                                                       | 1983, 1986.                         |
| América de Machala     | 1       | 1          | 1986.                                                       | 1988.                               |
| Atlético Audaz         | 1       | 1          | 2007.                                                       | 2008.                               |
| Atlético Chilla        | 1       | 0          | 1978.                                                       |                                     |
| Banaoro                | 1       | 0          | 1982.                                                       |                                     |
| Carmen Mora            | 1       | 0          | 1973.                                                       |                                     |
| Comercial Huaquillas   | 1       | 0          | 1980.                                                       |                                     |
| Parma                  | 1       | 0          | 2019.                                                       |                                     |
| Deportivo Bolívar      | 0       | 3          |                                                             | 1992, 1993, 2012.                   |
| Kléber Franco Cruz     | 0       | 3          |                                                             | 1984, 1985, 1987.                   |
| Atlético Jubones       | 0       | 1          |                                                             | 2002.                               |
| Atlético Mineiro       | 0       | 1          |                                                             | 2015.                               |
| Cantera del Jubones    | 0       | 1          |                                                             | 2018.                               |
| Cantera Orense         | 0       | 1          |                                                             | 2024.                               |
| Golden Boys            | 0       | 1          |                                                             | 2021.                               |
| Junín S. C.            | 0       | 1          |                                                             | 1998.                               |
| Macarsa                | 0       | 1          |                                                             | 1975.                               |
| Río Amarillo           | 0       | 1          |                                                             | 2011.                               |

### Estadísticas por Cantón
| Cantón     |    | Títulos |    | Subtítulos |  |
| ---------- | -- | --- | -- | --- |  |
| Machala    | 27 | Audaz Octubrino (9) Estudiantes Octubrinos (4) Fuerza Amarilla (4) Orense (3) Oro F. C. (2) América de Machala (1) Atlético Audaz (1) Banaoro (1) Liga de Machala (1) Parma (1) | 20 | Audaz Octubrino (6) Kléber Franco Cruz (3) Orense (3) Liga de Machala (2) América de Machala (1) Atlético Audaz (1) Cantera Orense (3) Golden Boys (1) Junín S. C. (1) Macarsa (1) |  |
| El Guabo   | 10 | Santos (10) | 2  | Santos (2) |  |
| Pasaje     | 6  | Bonita Banana (5) Carmen Mora (1) | 2  | Atlético Jubones (1) Cantera del Jubones (1) |  |
| Santa Rosa | 5  | Santa Rosa F. C. (5) | 4  | Santa Rosa F. C. (4) |  |
| Huaquillas | 3  | Huaquillas F. C. (2) Comercial Huaquillas (1) | 7  | Huaquillas F. C. (6) Atlético Mineiro (1) |  |
| Chilla     | 1  | Atlético Chilla (1) |    | |  |
| Piñas      |    | | 3  | Deportivo Bolívar (3) |  |
| Portovelo  |    | | 1  | Río Amarillo (1) |  |